# Лисов (Штралзунд)
Лисов (њем. Lüssow) општина је у њемачкој савезној држави Мекленбург-Западна Померанија. Једно је од 64 општинска средишта округа Нордфорпомерн. Према процјени из 2010. у општини је живјело 930 становника. Посједује регионалну шифру (AGS) 13057056.

## Географски и демографски подаци
Лисов се налази у савезној држави Мекленбург-Западна Померанија у округу Нордфорпомерн. Општина се налази на надморској висини од 8 метара. Површина општине износи 18,9 km². У самом мјесту је, према процјени из 2010. године, живјело 930 становника. Просјечна густина становништва износи 49 становника/km².

## Међународна сарадња
| Мјесто | Држава  | Врста сарадње | Од    |
| ------ | ------- | ------------- | ----- |
|        | Шведска | партнерство   | 1996. |
| Извор  |         |               |       |